# Željava légitámaszpont
A Željava légitámaszpont (Aerodroma Željava, Objekat 505, KLEK) egy elhagyatott légibázis a horvát és boszniai határnál, a Lička Plješivica hegy alatt, Bihács város közelében. A volt Jugoszlávia legnagyobb földalatti repülőtere és katonai légitámaszpontja volt, valamint Európa egyik legnagyobbika.

## Története
Az „505-ös objektum” fedőnév alatt épülő repülőtér építése 1957-ben kezdődött meg (néhány forrás 1948-at jelöl meg), és 1965-ig tartott. A Jugoszláv Szocialista Szövetségi Köztársaság 6 milliárd dollárt ruházott be az objektum építésébe, amely a mai szerb és horvát évi katonai költségvetés összegének háromszorosa. Az akkori Európa egyik legköltségesebb katonai projektuma volt.

## Leírás
A létesítmény feladata a jugoszláv korai előrejelző radarrendszer integrálása és koordinálása volt (hasonlóan az amerikai NORAD-hoz). A komplexum úgy lett tervezve, hogy kibírjon egy direkt 20 kilotonnás nukleáris támadást, a Nagaszakit ért támadás ekvivalensét.

### Stratégiai szerepe
A létesítmény alapeleme a „Celopek” elnevezésű elfogó- és megfigyelő-radarja volt, mely a Plješevica hegyen állt. A radar a jugoszláv egyesített légvédelmének idegközpontját képezte, mely az egész ország területét, és feltehetően távolabbi területeket is fedett. Ezenkívül magába foglalt egy vezérlő központot, biztonságos kommunikációhoz szükséges felszerelést, valamint földalatti alagutakat két teljes harci repülő- és egy felderítőszázad használatára, ellátására és karbantartására. Ezek az egységek a 124.LAE (Harci Repülőszázad) és a 125.LAE voltak MiG-21 Bis repülőkkel, valamint a 352.IAE (Felderítő Repülőszázad) MiG-21R repülőkkel ellátva. Az objektumban egyszerre 60 db MiG-21-es repülőgép állomásozhatott.
A földalatti alagutak hossza 3,5 km volt. A bunkernek négy bejárata volt, mindegyiket 100-tonnás kapu zárt, melyből három lett tervezve repülőgépek használatára. A MiGeket a jövőben a hazai gyártású szuperszonikus Novi Avionokkal tervezték lecserélni. Kísérletet tettek a MiG-21-esre kialakított hangárbejáratok átalakítására MiG-29-esek számára.

### „KLEK” földalatti komplexum
A földalatti létesítmény félkörös betonpajzsakkal lett bélelve, 10 méteres távolságra egymástól, a bejövő lövedékek enyhítésére. Egy vízforrás volt hozzáférhető belülről, továbbá áramgenerátorok, személyzeti szállások és más létesítmények is találhatók voltak benne, mely stratégiai jelentőséggel bírt volna háború alatt. Egy hatalmas ebédlője is volt, melyben 1000 ember étkezhetett egyidejüleg. Elég étel, üzemanyag és lőszer volt tárolva, hogy a bázis kibírjon 30 napot külső segély nélkül. Az üzemanyag egy 20 km hosszú csőrendszeren keresztül lett volna szállítva a Bihać-hoz közeli Pokoj-dombi katonai raktárból.

### Felszín
A felszínen öt kifutópálya épült meg. A bázis körül több kis hatótávolságú mobil követő és célzó radar helyezkedett el, a 2K12 „Kub” föld-levegő rakétarendszer, motorizált gyalogság bázisok és katonai rendőrállomások, valamint egy vadászház, a katonai és állami vezetőség szabadidőtöltésére.
A bázishoz való hozzáférés szigorú ellenőrzés alatt volt tartva, az őröknek meg lett parancsolva, hogy tüzeljenek bárkire, aki engedély nélkül próbál bejutni a területre. A valóságban viszont ez ritkán történt meg, és a betévedőket gyakran visszakísérték a területen kívülre.

### Végnapjai
A Délszláv háború elején a bázist intenzíven használta a szövetségi katonaság 1991-ben. Az evakuációt hat hónappal megelőzően a Jugoszláv Néphadsereg (Yugoslav People´s Army - JNA) azt a parancsot kapta, hogy képezze ki a Boszniai Szerb Köztársaság Hadseregének (VRSK) katonáit a létesítmény használatára. Miután a kiképzést sikertelennek minősítették, a JNA aktiválta a földalatti bunkerbe épített robbanóanyagokat. Hogy ne kerüljön más kezére, a VRSK továbbá folytatta a megsemmisítést, és 1992-ben 56 tonnányi robbanószert robbantott fel. A robbanás akkora erejű volt, hogy a közeli Bihać városban is érezhető volt. A helybeliek szerint az alagutakból még hat hónapig jött ki a füst.

## Jelenlegi helyzet

### Kívülről
A komplexum megsemmisítése és tönkretevése miatt a benne található tárgyak többsége elvesztette értékét, valamint jelentős ökológiai kár keletkezett. Az újraépítés vagy valami módon való felhasználása jelenleg még nem történt meg, főként a környék rossz gazdasági helyzete miatt. Az egész környék, valamint maga a létesítmény belülről is, erősen aknázva van, így veszélyes megközelíteni. Az 1-es bejáratot benőtte a gaz, a környéken pedig vadállatok élnek.
A horvát oldalon található bejárat Ličko Petrovo Selo-nál katonai őrzés alatt áll. A boszniai oldalról elméletileg szintén őrizve van, viszont a valós helyzetben általában nincsen. A bihać-i község terve szerint a repülőteret felhasználnák civil célokra, viszont eddig még semmi konkrét nem történt ezzel kapcsolatban.

### Belülről
Az alagutak az első 100 méteren nincsenek megrongálva, csupán nagyobb mennyiségű szemét található. A bejáratok legeleje nagyjából ki vannak tisztítva, de még mindig fennáll az aknaveszély. A 2-es bejáratnál egy nagyobb kőolajtartály helyezkedik el, amely a robbanás következtében került ide. A létesítményben nem dolgozik a szellőztető rendszer. Mivel sok helyen mély gödrök találhatók, megfelelő felszerelést kell vinni, mert egyes gödrökben nincsen oxigén.
A repülőparking nincsen megsérülve, még a megvilágítás is épségben maradt. A kifutópályák nem lettek felrobbantva, mivel a rájuk szánt beépített robbanószert lassan kiszedték a háború alatt, és más célokra lett felhasználva. A pályán nagyobb mennyiségű repülő- és autófelszerelés van szétdobálva.
A létesítményben jelenleg két tényező a legveszélyesebb: a gázok és a földcsuszamlások. Mivel katonai bázis volt, jelentős mennyiségű üzemanyag és más, kémiai anyag lett tárolva benne. A felrobbantása után ezeknek az anyagoknak egy jelentős része kiszabadult. A nehéz gázok jelenleg a földben található résekben találhatók, míg a könnyűgázok (veszélyesebbek) a mennyezet hasadékaiban. Mivel az egész fal betonból készült, a gázok többsége nem adszorbeálódott, ezért a legkisebb szikra is életveszélyes lehet. 

Több helyen a falak és a mennyezet annyira tönkrementek, hogy egy 85 kilós ember elegendő kinetikus energiával rendelkezik, hogy földcsuszamlást okozzon.